# Fritz Wahr Energie
Die Fritz Wahr Energie GmbH & Co. KG ist ein Unternehmen der Mineralölbranche mit Sitz in Nagold. Es gehört in Baden-Württemberg zu den führenden mittelständischen und unabhängigen Unternehmen der Branche.
Unternehmensschwerpunkt ist der Vertrieb von Energieträgern, besonders Brennstoffen auf Mineralölbasis. Neben Heizöl und weiteren Kraft- und Schmierstoffe werden Holzpellets, Gas, Strom, AdBlue und Kraftstoffe für die Luftfahrt vertrieben.

## Geschichte
Das Unternehmen wurde 1964 von Fritz Wahr als Transport-Handelsunternehmen für Baustoffe gegründet. Ab 1967 wurde er auch in der Mineralölbranche aktiv. Für den Bau eines eigenen Mineralöllagers, einer Fahrzeughalle und eines Verwaltungsgebäudes fand sich 1981 Raum im Industriegebiet Wolfsberg in Nagold. Die beiden Söhne Reinhold und Bernd traten 1985 in das Unternehmen ein. Ab 1989 wurde das regionale Endkundengeschäft und auch der Großhandel weiter ausgebaut. Weitere Regionen wurden erschlossen. Wahr übernahm den Heizöl- und Kohlenhandel Henn in Hechingen.
1990 wurde das Tankstellennetz MTB als Netzwerk freier Tankstellen gegründet. Ab 1995 eröffnete Wahr auch eigene MTB-Tankstellen. Der Generationenwechsel wurde 2003 mit dem Einstieg des dritten Sohnes Wolfgang Wahr eingeleitet. Nach dem 40-jährigen Jubiläum im Jahr 2004 wurde der Unternehmenssitz erweitert. Eine LKW-Halle mit Waschanlage und eine Holzpellets-Schauheizung wurden 2005 eingeweiht. 2006 ergänzte das erste firmeneigene Holzpellets-Lieferfahrzeugt den Fuhrpark. Die Übernahme von zwei Vertriebsbüros in Stuttgart und Tübingen erfolgte 2008 unter dem Namen BWW Energie GmbH. Im Jahr 2011 wurde ein Verkaufsbüros in Saarbrücken eröffnet.
2012 übergab der Gründer Fritz Wahr die Firma an seine Söhne Bernd und Wolfgang Wahr. Das Unternehmen wurde von Fritz Wahr e.K. in Fritz Wahr Energie GmbH und Co.KG umfirmiert. 2015 feierte das Unternehmen 50-jähriges Jubiläum. Als Energieversorger bietet Wahr ab 2017 auch Gas und Strom an. Eigene Lagerkapazitäten in Speyer und Plochingen kommen hinzu. Seit 2019 vertreibt das Unternehmen auch synthetischen Diesel, einen Gas-to-Liquid Kraftstoff.

## Unternehmen

### Unternehmensstruktur und Produkte
Die Fritz Wahr Energie GmbH & Co. KG ist ein inhabergeführtes Energiehandelsunternehmen mit Sitz in Nagold und wird in zweiter Generation von Bernd und Wolfgang Wahr, den Söhnen des Firmengründers Fritz Wahr, geführt.
Die Firma hat ein eigenes Tankstellennetz von mehr als 40 Tankstellen und Tankstellenpartner unter der firmeneigenen Tankstellenmarke MTB (Mittelständische Tankstellenbetriebe). Um Kraft- und Brennstoffe zu transportieren und zu liefern, verfügt das Unternehmen über einen eigenen Fuhrpark.
Seit 2008 ist die Tochterfirma BWW Energie GmbH mit Büros in Tübingen und Stuttgart Teil des Unternehmens Fritz Wahr Energie. Beide waren ehemalige Büros von Shell Direkt.

## Auszeichnungen
Die MTB-Tankstelle in Tettnang wurde im Jahr 2016 als erste Tankstelle überhaupt mit dem Denkmalschutzpreis Baden-Württemberg vom Schwäbischen Heimatbund und dem Landesverein Badische Heimat ausgezeichnet.
Die 1950 erbaute Station wurde im Jahr 2005 von der Fritz Wahr Energie GmbH erworben und zum Jahresanfang 2016 in Abstimmung mit den Denkmalschutzbehörden in Tübingen und unter Berücksichtigung von Aufnahmen, die aus dem Jahr 1951 stammen, außen und innen grundlegend renoviert und instand gesetzt.